# سوبکوویتسه
سوبکوویتسه (به چکی: Sobkovice) یک منطقهٔ مسکونی در جمهوری چک است که در ناحیه اوستی ناد اورلیتسی واقع شده‌است. سوبکوویتسه ۳٫۶۵ کیلومتر مربع مساحت و ۲۶۱ نفر جمعیت دارد و ۵۵۸ متر بالاتر از سطح دریا واقع شده‌است.